# ナムコプリズムゾーン ドリームマスター
『ナムコプリズムゾーン ドリームマスター』は、1992年9月22日にナムコ（後のバンダイナムコエンターテインメント）から発売されたファミリーコンピュータ用アドベンチャーRPGソフト。開発はバースデイ。

## 概要
夢幻老師に師事する見習いドリームマスターの主人公が、ブラックマスターにより悪夢の世界「ブラックドリーム」に引き込まれたオルタリア王国の姫を救出するゲーム。冒険の舞台となる世界は7つに分けられており、様々な謎解きやギミックがちりばめられている。

## 設定

### ストーリー
現国王アキナスが治める水と緑に囲まれた王国「オルタリア」。そのアキナス王に、今年16歳になる美しい姫がいた。彼女は父王や国民から愛され幸せに暮らしていたが、ブラックマスターの力で「ブラックドリーム」に精神を引き込まれ永遠の眠りに就いてしまった。このままでは、いずれ命も尽きてしまう。国中から召集したドリームマスターによる救助が試みられるも、誰1人達成することが叶わぬばかりか「ブラックドリーム」に閉じ込められる者も出る始末。
万策尽きた国王は、信頼する近衛隊長クリートを、砂漠の向こうの森に住む伝説のドリームマスター・夢幻老師の使者として遣わすことを決意する。クリートは夢幻老師の家で息絶えてしまうが、その甲斐あって、王国の窮状が夢幻老師と主人公の知るところとなる。
明朝、王国への出立を決意する夢幻老師たちだが、その動きを察知したブラックマスターは、小手調べとばかりに見習いの主人公を自分の悪夢に引きずり込む。辛くも脱出には成功する主人公だが、姫の精神に巣食いながら、他者の精神にまで手を伸ばせるブラックマスターの力を重く見た夢幻老師は、主人公と共に急ぎオルタリア王国へ向かう決意を固める。

## ゲーム内容
ここでは、本作の特筆すべきゲームシステムを挙げていく。

### ドリームワード
FC版の『デジタル・デビル物語 女神転生』などと同じく、ゲームの再開がパスワード入力によるシステムに基づいている。ただし「主人公の名前」と「姫の名前」に続いて最大4文字の言葉が付加されるという点が特徴。
なお、ドリームワードが聞けるタイミングは、第2話開始前と各ダンジョンを攻略完了した時点のみである。

### ステータス画面
レベルに相当する「クラス」、HPに相当する「命（エネル）」、経験値に相当する「わざ」、「ちから」「まもり」で構成されている他、現在攻略中のダンジョンを表す「めいきゅう」で構成されている。「命」の数値と獲得できる「わざ」は、攻略ダンジョンごとに定められているが、「命」のみ夢幻老師が各ダンジョンに作った「魂の泉」で1回限り、最大値を全回復込みで100上げてもらえる。

### アイテム
武器・防具、マップ用アイテム、戦闘用アイテムに大別される。防具は身体用の1種類しかない。武器・防具は「つかう」コマンドで装備可能。所持制限数は全ダンジョン8個まで。
なお、アイテムは消費しない限り、「おく」「とる」コマンドで何度でも取捨可能である。

### 戦闘
シンボルエンカウント形式。「ガサガサ」という音が聞こえれば、モンスターが近くにいることが判る。
戦闘コマンドは「こうげき」「アイテム」「だっしゅつ（逃げる）」の他、防御しながら敵に微ダメージを与える「けんせい」、命中率やまもりが大幅に下がる代わりに、倍のダメージを与える「とつげき」、敵のステータスや「弱点」部位をランダムに調べる「サーチ」の6つ。
戦闘形式は主に下の3つに分けられる。
部位攻撃
戦闘は1対1形式だが、モンスターごとに攻撃コマンドなどで狙える部位が存在する。「弱点」部位を狙えば大きなダメージを与えられるが、中には凶暴化して攻撃力などが強化されるものもいる。また、「弱点」以外の部位を攻撃することで弱体化するものもいる。
リアクション・バトルシステム
『ファイナルファンタジーIV』などのアクティブタイムバトルシステムに近いシステム。
モンスターの特殊攻撃や魔法の中には、コマンドの選択次第で回避可能なものもある。その際は、事前に3方向の矢印「←」「↑」「→」が主人公の後ろに表示され、いずれかを選ぶことで回避出来ることがあるが、コマンドが遅れれば、命中してしまう確率が高くなる。
援護攻撃
主人公と同行するNPCの中には、期待出来るほどのダメージでは無いが、戦闘途中に援護攻撃をしてくれる者もいる。

### ブラインドダンジョン
2D形式だが、最初は殆どが暗い「モヤ」に覆われているダンジョン。主人公が1度進めば「モヤ」は晴れるが、隠れている壁などの障害物にぶつかると1～5のダメージを受ける。ただし入手した「みがわりドール」を使用しておけば、12回までダメージを無効化出来る。
なお、壁の中にはダメージを受けず、もう1度押すことで消去可能な「ダミー壁」やスイッチなどが隠された壁も存在する。
中には「落とし穴」が隠れている「モヤ」もあり、進めば問答無用で下階に落ちて5ダメージを受けるが、近づくと「ヒューヒュー」という音が聞こえるので、それによってある程度の所在判別が可能。

## 登場人物

### 主要登場人物
主人公
一人前のドリームマスターになるべく、夢幻老師の下で修行に励む若者。名前は任意でつけられる。
見習いゆえに、夢幻老師の力なしには自力で他人の精神に入ることは出来ない。また若年ゆえに小柄だが、剣や鈍器、果ては鞭に鋸など直接攻撃系の武器を自在に扱う技量を持つ。
姫
アキナス王の一人娘。本作品のヒロイン。主人公と同じく名前は任意でつけられる。王国内で知られるほどの美貌の持ち主で、それゆえブラックマスターに憎まれ、ブラックドリームに引き込まれて永遠の眠りに就いている。
夢幻老師（むげんろうし）
究極のドリームマスターと名高い男性。高齢により一線を退き、王国より遥か南の森に隠棲しているが、ブラックドリーム内に、ブラックマスターですら感知不可能な「魂の泉」を作るなど、未だその実力は侮りがたいものがある。
アキナス王
温厚だが内政面の有能さで知られるオルタリア国王。ブラックドリームに引き込まれた姫の身を案じている。

### ドリームマスター
ドリームマスターたちの年齢・マスターレベルはあくまで設定であり、攻略とは直接関係ない。
ログ・バルデイ
（年齢：26　マスターレベル：2）
ドリームマスターの1人。姫を助けるべくピラミッドに潜入するも、番人モンスターのラミアに若さを吸い取られてしまう。
キラー・ヘルシング
（年齢：35　マスターレベル：5）
ドリームマスターの1人。世界最強のドリームマスターを目指す野心的な壮漢。
ソードロス・ガータ
（年齢：33　マスターレベル：9）
ドリームマスターの1人。生真面目な剣士。かなりの歳の差ながら、姫を慕っているらしい。
レイン・サーフラス
（年齢：19　マスターレベル：10）
ドリームマスターの紅一点。主人公や姫と変わらぬ年齢ながらも実力者として知られている勝ち気な女性。
マッスル・シバン
（年齢：40　マスターレベル：13）
ドリームマスターの1人。その名前に相応しく、己の怪力に磨きをかけることに心血を注いでいる。
クリッカ
（年齢：20　マスターレベル：6）
ドリームマスターの1人。モヒカン頭の若者。お調子者に見えるが一途な面も持ち合わせている。
ジャジャ
（年齢：80　マスターレベル：30）
ドリームマスターの1人。多くのドリームマスターから尊崇を集める実力の持ち主ながら、謙虚な人柄の老人。

### サブキャラクター
クリート
オルタリア王国近衛隊長。アキナス王の命令で夢幻老師の使者として向かうも、過酷な砂漠の横断で衰弱し、夢幻老師と主人公に姫の救出を託して息絶える。
アブドル
ブラックドリームの1つ、エプトスの町出身の若者。ラミアに攫われ若さを吸い取られてしまう。老いた父親を案じながら、主人公に「命のビン」を託して息絶える。
神父
ブラックドリームの1つ、トランシア村の神父を務める老人。村に落とされた姫を介抱していた。
ゴンザレス
トランシア村の棺桶職人を生業とする中年男性。
ウッキー
海猿。ブラックドリームの1つ、海賊島に流れ着いたという。なぜかブラックマスターに命を狙われる。小さいながらもその体格と身軽さを生かした特技を持つ。
老人
ブラックドリームの1つ、闘いの塔に住む老人。塔の構造やオーロラブロードのことに詳しい。
エリー
ブラックドリームの1つ、カイザスの町の酒場の看板娘。
ピーターの父
カイザスの町出身。ピーターは幼い一人息子。ブラックドリームの住人でありながら、姫を救うため単身で地底都市ウルナスに潜入した。

### 主要敵キャラクター
ブラックマスター
本作の最終ボス。超一流のドリームマスターだが、美しいものを憎む邪悪な老人。自らが創り出したブラックドリームに姫を引き込み、永遠の眠りに就かせた元凶。物語の最初から最後まで登場する。ブラックドリームの犠牲者となったドリームマスターの魂を愛用の水晶玉に取り込み、自らの力としている。各話のオープンニングで登場モンスターの一部を紹介したり、主人公がある一定歩数、壁にぶつからずにモヤを消すと、僅かながら命を回復しに行くなどから、加虐的な性格が窺える。
ギロギス
ブラックドリームの1つ、キルクル村の洞窟の番人を務める一ツ目巨人。ブラックマスターの命令で主人公に襲いかかる。
ラミア
ブラックドリームの1つ、ピラミッドの番人。エプトスの町を度々襲い、若者を攫っては若さを奪っている。炎を自在に操る力を持ち、待ち受けるフロアの通路にも「火吹き床」があるため、ある防具が無ければ、厳しい戦いとなる。
バンパイア
ブラックドリームの1つ、魔城の番人。あるアイテムを除いた全ての攻撃に対して無敵の防御力を持つ。
バッカス
ブラックドリームの1つ、水迷宮の番人。アンデッドモンスターでありながら「無類の女好き」として知られている。
ガルー
ブラックドリームの1つ、闘いの塔の番人。4体の闘魔神を束ねる「大闘魔神」。姫を強力な結界に封印した張本人だが、彼自身も封印が施された扉の奥にいるため、唯一その封印を破れる「オーロラブロード」が無ければ、相見すら叶わない。
ゴールドレオ
ブラックドリームの1つ、地底都市ウルナスの番人。ウルナスに貯蔵された黄金が命を持った存在。「獅子」ではなく「龍」の姿をしている。